# Antoni el monjo
Antoni (grec antic: Ἀντώνιος) fou un monjo i deixeble de l'asceta siríac Simeó Estilita el Vell (Simeon Stylites), que va viure cap a l'any 460 dC.
Antoni va escriure una vida del seu mestre Simeó, a qui coneixia de prop. Va ser escrit en grec, i el teòleg Lleó Al·laci afirma que n'havia vist un manuscrit grec; però l'única edició que sabem que s'ha publicat és una traducció al llatí a Bolland's Act. Sanctor. ip 264. El teòleg Gerardus Vossius, que només coneixia la traducció llatina, dubtava si hauria de considerar Antoni com un historiador llatí o grec.